# Francisco Fábregas (född 1949)
Francisco Fábregas, född den 1 juli 1949 i Barcelona, Spanien, är en spansk landhockeyspelare.
Han tog OS-silver i herrarnas landhockeyturnering i samband med de olympiska landhockeytävlingarna 1980 i Moskva.